# Râul Hrușca
Râul Hrușca este un curs de apă, afluent al râului Crasna. 